# United Progressive Kinabalu Organisation
Die United Progressive Kinabalu Organisation (UPKO), damals bekannt als United Pasokmomogun Kadazandusun Murut Organisation, ist eine politische Partei, die ihre Wurzeln im malaysischen Bundesstaat Sabah hat. Die Partei versteht sich als ethnisch verwurzelte Organisation, die als Stimme der Kadazan-Dusun und Murut in Sabah und der Orang Asli auf der malaiischen Halbinsel für die Rechte und die Förderung ihrer indigenen Mitglieder eintritt. Vorsitzender der Partei ist Madius Tangau.

Damaliges Logo der UPKO (1999 bis 2020)

## Geschichte
Die Partei wurde als Parti Demokrat Sabah (PDS) von Bernard Giluk Dompok und anderen politischen Führern, die aus der Parti Bersatu Sabah (PBS) stammen, kurz nach den Wahlen zum Landesparlament in Sabah im Jahr 1994 gegründet. Erst später wurde die Partei dann in UPKO umbenannt.
Im Jahr 2009 gründete die Partei vier Kreisverbände in Perak auf der malaiischen Halbinsel. Damit versuchte die Partei, sich zum politischen Sprecher der indigenen Gruppe der Orang Asli zu machen.
Im Juli 2012 trat der stellvertretende Parteivorsitzende Wilfred Bumburing aus der Partei aus und gründete am 29. Juli 2012 die Reformpartei Angkatan Perubahan Sabah (APS). Weitere Parteimitglieder wie der Vize-Präsident Maijol Mahap folgten seiner Entscheidung.
Im November 2020 hat sich die Partei wieder umbenannt, als United Progressive Kinabalu Organisation (mit gleicher Abkürzung UPKO). Grund dieser Umbenennung war die Eröffnung der Mitgliedschaft für Nicht-Kadazandusuner.

## Status innerhalb des Parteiensystems
1995 bis 2018 gehört UPKO (bis 1999 PDS) zu den Parteien der Koalitionsregierung Barisan Nasional (BN). Nachdem die Barisan Nasional die bundesweite Parlamentswahl 2018 verloren hatte, trat UPKO von der BN zurück. Die Partei hat bis 2020 mit Parti Warisan Sabah und Pakatan Harapan (PH) die Landesregierung in Sabah und Bundesregierung Malaysias gebildet. Nachdem die Perikatan Nasional (PN) beide Regierungen übernommen hat, sitzt UPKO zusammen mit PH und Warisan als Opposition. PH hat im August 2021 entschlossen, eine Catch-all-Partei zu werden, um die 15. Parlamentswahl vorzubereiten. Deshalb hat die Koalition UPKOs Beitrittsantrag in der Koalition akzeptieren. UPKO war die erste Partei, die in beide BN und PH Koalitionen teilgenommen hat.

## Abgrenzung zu anderen Parteien
Diese neue UPKO stand in keiner Beziehung zur ehemaligen United Pasokmomogun Kadazan Organisation, die ebenfalls mit dem Akronym UPKO abgekürzt wurde.  Der Name der „neuen UPKO“ enthält gleichberechtigt die Worte „Kadazandusun“ und „Murut“ und das Logo der Partei ist nicht mehr der Wasserbüffel, sondern die Silhouette des Mount Kinabalu. Die meisten politischen Beobachter gehen auch davon aus, dass der in der früheren UPKO vorherrschende „Kadazandusun-Nationalismus“ in der heutigen UPKO keine Bedeutung hat.
Trotz ähnlichem Namen darf sie auch nicht mit der Partei United Pasok Momogun Organisation (Pertubuhan Pasok Momogun Bersatu) verwechselt werden.

## ISA Gesetzgebung
Am 23. September 2008 wandten sich der Generalsekretär der UPKO, Datuk Wilfred Madius Tangau, und drei seiner Amtskollegen aus der Barisan Nasional – die Generalsekretäre der Parteien MCA, Gerakan und MIC von Kota Kinabalu aus an den Premierminister. Sie verlangten eine Überprüfung des Internal Security Act (ISA) Madius erklärte, dass seine Partei die Position des früheren De-facto Justizministers Datuk Zaid Ibrahim unterstütze, wonach der ISA nur gegen Personen eingesetzt werden dürfe, die die nationale Sicherheit gefährden, also etwa Terroristen. Er wies darauf hin, dass für die meisten Fälle andere Gesetze der öffentlichen Ordnung angewandt werden können.